# Vanduser
Vanduser – wieś w Stanach Zjednoczonych, w stanie Missouri, w hrabstwie Scott.